# Saint-Pierre-le-Vieux (Wandea)
Saint-Pierre-le-Vieux – miejscowość i gmina we Francji, w regionie Kraj Loary, w departamencie Wandea.
Według danych na rok 2010 gminę zamieszkiwało 966 osób, a gęstość zaludnienia wynosiła 42 osoby/km².